# NGC 1295
NGC 1295 ist eine linsenförmige Galaxie vom Hubble-Typ S0 im Sternbild Eridanus am Südsternhimmel. Sie ist schätzungsweise 219 Millionen Lichtjahre von der Milchstraße entfernt und hat einen Durchmesser von etwa 60.000 Lj.

Im selben Himmelsareal befinden sich u. a. die Galaxien NGC 1290, NGC 1296, IC 318.
Das Objekt wurde im Jahr 1886 von dem Astronomen Ormond Stone entdeckt.